# Janhalacaste
Janhalacaste – rodzaj błonkówek z rodziny męczelkowatych. Gatunkiem typowym jest Janhalacaste winnieae.

## Zasięg występowania
Rodzaj znany jedyne z Kostaryki.

## Biologia i ekologia
Żywicielami są motyle z rodziny Depressariidae.

## Gatunki
Do rodzaju zaliczane są 3 gatunki, choć najprawdopodobniej jest ich więcej:
- Janhalacaste danieli Fernandez-Triana & Boudreault, 2018
- Janhalacaste guanacastensis Fernandez-Triana & Boudreault, 2018
- Janhalacaste winnieae Fernandez-Triana & Boudreault, 2018